# Gréoux-les-Bains
Gréoux-les-Bains è un comune francese di 2 560 abitanti situato nel dipartimento delle Alpi dell'Alta Provenza della regione della Provenza-Alpi-Costa Azzurra.

## Società

### Evoluzione demografica
Abitanti censiti